# IBM Roadrunner
Roadrunner é um supercomputador de nova geração desenvolvido no Laboratório Nacional de Los Alamos localizado no Novo México (Estados Unidos). Atualmente é o sétimo supercomputador mais rápido do mundo, o Roadrunner foi desenhado para alcançar um nível de performance de processamento de 1,7 petaflops, tendo já alcançado 1,026 petaflops em Junho de 2008, e para ser o primeiro sistema LINPACK do mundo TOP500 a 1,0 petaflops. A IBM construiu este computador para o Departamento de Energia dos Estados Unidos da América. O Roadrunner tem um design híbrido constituído por 6,480 processadores dual core AMD Opteron e 12,960 IBM PowerXCell 8i CPUs em TriBlades especialmente desenhadas, TriBlades, interligadas por Infiniband.
O Roadrunner usa o sistema operativo Red Hat Enterprise Linux e é gerido com xCAT. O computador mais poderoso do mundo, o Roadrunner ocupa aproximadamente 557 metros quadrados. Ficou operacional em 2008.
O DOE planeja usar o computador para simular como os materiais nucleares envelhecem e se o envelhecimento do arsenal nuclear dos Estados Unidos é seguro e confiável. Este será utilizado em outros projectos e experiências de análise científica, financeira, aeroespacial e na indústria do automóvel.

## Especificações do Sistema

### TriBlade
Logicamente, a TriBlade consiste em quatro cores Opteron, quatro PowerXCell 8i CPUs, 16 GB RAM Opteron e 16 GB Cell RAM.
Fisicamente, a TriBlade consiste numa blade LS21 Opteron, uma blade de expansão, e duas blades QS22 Cell. A LS21 tem dois dual-core Opteron com 16GB de memória para toda a blade, o que significa que são disponibilizados 4GB para cada CPU. Cada QS22 tem dois CPUs PowerXCell 8i e 8GB de memória, o que significa tal como na LS21, são disponibilizados 4GB por CPU. A blade de expansão interliga os dois QS22 através de quatro ligações PCIe x8 à LS21, e duas ligações por cada QS22. Fornece também uma conectividade externa através um adaptador Infiniband 4x DDR. Isto faz um total quatro slots disponíveis uma só TriBlade. Três TriBlades enquadram-se num só chassis BladeCenter H.

### Unidade Interligada (Connected Unit - CU)
A Unidade Interligada é constituída por 60 BladeCenter H repleto de TriBlades, num total de 180 TriBlades. Todas as TriBlades estão ligadas a 288-portas Voltaire ISR2012 Infiniband switch. Cada CU também tem acesso a um sistema de ficheiros Panasas através de doze máquinas System x3655.
Informação do sistema CU:
- 360 dual-core Opteron com 2.88 TB RAM
- 720 cores PowerXCell com 2.88 TB RAM
- 12 System x3655 com dual 10GBit Ethernet cada
- 288-portas Voltaire ISR2012 switch com 192 ligações Infiniband 4x DDR (180 TriBlades e doze I/O nodes)

### Cluster Roadrunner
O cluster final é constituído por 18 unidades interligadas, estando cada uma interligada através de oito adicionais switches ISR2012 (segundo-nível). Cada Cluster é interligada através de doze uplinks por cada switch de segundo-nível, o que faz um total de 96 ligações uplink.

### Informações gerais do sistema
- 6,480 Opterons dual-core com 51.8 TB de RAM (em 3,240 blades LS21)
- 12,960 núcleos Cell com 51.8 TB RAM (em 6,480 blades QS22)
- 216 máquinas System x3655 I/O
- 26 switches 288-portas (ISR2012 Infiniband 4x DDR)
- 296 racks